# Широкий Феофан Сергійович
Феофан Сергійович Широкий (4 (16) жовтня 1894, Михальово — 20 січня 1979) — генерал-майор авіації Збройних Сил СРСР.

## Біографія
Народився 4 (16 жовтня) 1894 року в селі Михальово (нині Бобруйського району Могильовської області).
З 1915 року в армії. З жовтня 1917 року в Червоній гвардії, потім у Червоній Армії. Учасник боїв на Східному, Південному та Західному фронтах, ліквідації бандитизму.
Учасник громадянської війни. В 1924 році закінчив Борисовську льотну школу, в 1930 році курси удосконалення при Військовій академії імені Жуковського.
У німецько-радянську війну з 1941 року — заступник командира важкої бомбардувальної авіадивізії, командир авіадивізії дальньої дії. Учасник боїв під Москвою, Ленінградом, Сталінградом, Курськом, відвоювання України, Вісло-Одерської, Східно-Прусської і Берлінської операцій.
З 1946 року в запасі, потім у відставці. 

Могила Феофана Широкого

Помер 20 січня 1979 року. Похований в Києві на Лук'янівському військовому кладовищі (ділянка № 12).

## Нагороди
Нагороджений орденом Леніна, чотирма іншими орденами, медалями.